# جان جکسون (تیرانداز)
جان جکسون (انگلیسی: John Jackson; ۱۴ فوریهٔ ۱۸۸۵ – ۱۷ ژوئن ۱۹۷۱) تیرانداز اهل ایالات متحده آمریکا بود.
وی در مسابقات کشوری و بین‌المللی در مجموع برندهٔ ۱ مدال طلا، ۱ مدال برنز شده‌است.